# 蔓越橘
蔓越橘（英文：cranberry），又称蔓越莓、小红莓，是对杜鵑花科越橘属红莓苔子亚属（学名：Vaccinium subg. Oxycoccus，又名毛蒿豆亚属）一类植物的俗称。此亚属的物种均为常绿矮小灌木或匍匐藤本植物，原始生境为北半球氣候較凉爽的溫帶地區酸性泥炭沼泽。
蔓越莓灌丛茎长可达2米，高5至20厘米，叶细小。花深粉红色，总状花序。
蔓越莓的浆果成熟时红色，味道较酸，既可直接食用，也常用于制作果汁、蜜饯、果酱等。蔓越橘酱是美国感恩节主菜火鸡的传统配料，也用于搭配烘焙糕点（松饼、玛芬、烤饼、蛋糕、面包等）。由于蔓越橘本身的酸味较强，作为饮料的果汁内一般會加水稀釋，并用糖或苹果汁增加甜度。
不同地区栽培、出产并标为蔓越莓出售的果品可能对应不同物种。美洲种植、出产及出口的“蔓越莓”通常为大果越橘，而北欧、中欧的蔓越莓则多为红莓苔子。

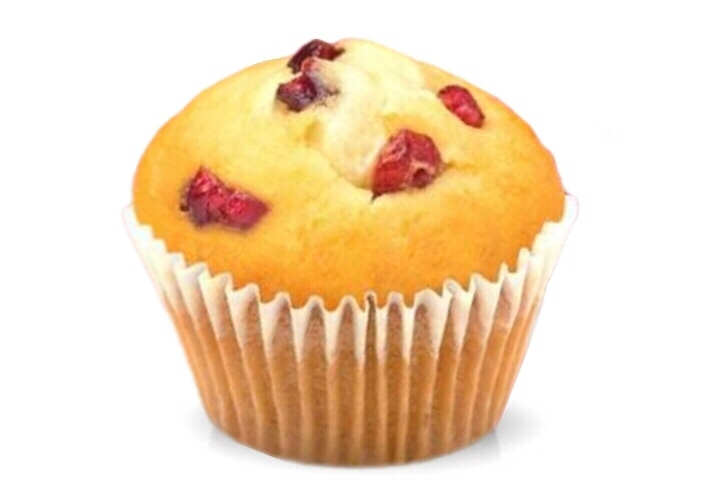
蔓越莓玛芬
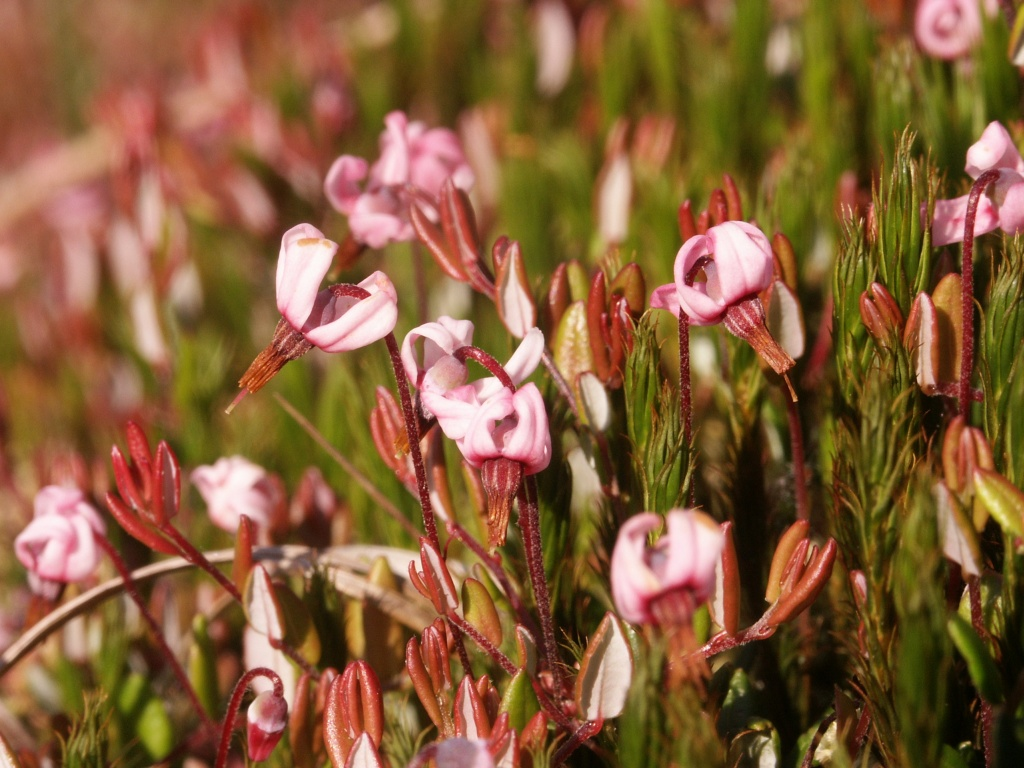
红莓苔子的花

## 栽培
蔓越橘繁殖方式可通过藤蔓來著床繁殖，這藤蔓在頭幾個星期要經常澆水，直到根系發育良好為止。第一年需要在土壤中頻繁且少量地施用氮肥。美國是全球蔓越橘產量最高的地區，加拿大則排第二位，第三位是南美洲的智利。
一般對蔓越橘最常見的誤解是認為蔓越橘的苗床週遭應該一整年都泡在水中，正確的作法是在蔓越橘生長季節裡苗床週遭不要泡在水中(淹水)，但是要有規律的灌溉，保持土壤的濕潤。苗床在收割時才注水，是要讓蔓越橘在秋季採收時方便採收。在冬季來臨時注水可免受寒害，在寒冷的季節裡就像美國威斯康辛州、麻薩諸塞州，以及加拿大東部一樣，冬季結冰時洪水變成冰，而在冰內部溫暖的水仍然是液體。
採收方法有濕法和乾法。絕大部分採用濕法採收，用乾法採收的蔓越莓只佔其總質量的5%～10%。

## 用途
新鲜蔓越莓的87%为水，并且含有约12%的碳水化合物以及极少的蛋白质和脂肪。每100克未经加工的新鲜蔓越莓含46卡路里以及适量的维生素 C 、膳食纤维和必需膳食矿物质锰，每种营养素的含量均超过每日摄入量的10%。其他微量营养素含量较低。
蔓越莓经过加工后，含糖量通常会增加 10 倍之多，干燥过程也会除去其大部分的维生素C。 
另有现代医学研究发现，蔓越橘富含抗氧化的多酚类物质，适当服用，可能有增强免疫系统、防止泌尿系統感染的作用。